# Valentim Magalhães
Antônio Valentim da Costa Magalhães (Rio de Janeiro, 16 de janeiro de 1859 – Rio de Janeiro, 17 de maio de 1903) foi um jornalista e escritor brasileiro, um dos fundadores da Academia Brasileira de Letras.

## Biografia
Filho homônimo de Antônio Valentim da Costa Magalhães e de D. Maria Custódia Alves Meira. Formou-se em Direito pela Faculdade do Largo de São Francisco, em São Paulo, onde ingressara em 1877. Ali colabora com os periódicos acadêmicos "Revista de Direito e Letras", "Labarum" e "República", este último de Lúcio de Mendonça. Ainda nesta cidade publicou três obras: "Idéias de Moço", "Grito na Terra" e "General Osório", este último em parceria com Antônio da Silva Jardim, além de seu primeiro livro, intitulado "Cantos e Lutas". Ali também casou-se, em 1880.
Voltando para o Rio, dedica-se ao jornalismo, dirigindo o periódico "A Semana" (fundado em 1885), que torna-se o veículo dos jovens escritores da época, além da propaganda abolicionista e republicana, sendo um período de marcadas agitações culturais e políticas, estando Valentim Magalhães no proscênio dessas lutas todas. Sobre sua participação, registrou Euclides da Cunha, que o sucedeu na Academia: "A geração de que ele foi a figura mais representativa, devia ser o que foi: fecunda, inquieta, brilhantemente anárquica, tonteando no desequilíbrio de um progresso mental precipitado a destoar de um estado emocional que não poderia mudar com a mesma rapidez".
Também se encontra colaboração da sua autoria nas revistas Galeria republicana (1882–1883), Branco e Negro (1896–1898), Brasil-Portugal (1899–1914) e ainda no Jornal dos Cegos (1895–1920).
Seu grande envolvimento com as causas que defendia não lhe permitiram uma maior produção literária, sendo comum entre os críticos que seu papel foi o de divulgar os demais escritores nacionais.
Ficou célebre pelas inúmeras polêmicas criadas, que redundaram em ataques e desafetos, bem como pelas defesas que dele faziam os amigos.
Durante o Encilhamento, falsa prosperidade econômica que se seguiu à Proclamação da República por obra do seu confrade Rui Barbosa, então feito Ministro das Finanças, Valentim dedicou-se ao lucro rápido, fundando uma companhia e, logo mais, como todos, vindo à falência.
Sobre seu papel na memória futura, então ainda presenciando os reveses, declarou:
"A princípio fui gênio; mais tarde cousa nenhuma. Hoje César, amanhã João Fernandes…"

## Poesia
Registra Manuel Bandeira que o autor participara, ao lado de Teófilo Dias, Artur Azevedo, Fontoura Xavier e outros, da chamada "Batalha do Parnaso", uma reação ao romantismo, iniciada ainda na década de 1860, e que ganhou força com a agitação promovida por Artur de Oliveira. Este misto de boêmio e intelectual conhecera em Paris os intelectuais parnasianos, e influenciara os autores brasileiros.

### Versos
Íntimo
(domínio público)
Esta alegria loura, corajosa,
Que é como um grande escudo, de ouro feito,
E faz que à Vida a escada pedregosa
Eu suba sem pavor, calmo e direito,
Me vem da tua boca perfumosa,
Arqueada, como um céu, sobre o meu peito:
Constelando-o de beijos cor de rosa,
Ungindo-o de um sorriso satisfeito…
A imaculada pomba da Ventura
Espreita-nos, o verde olhar abrindo,
Aninhada em teu cesto de costura;
Trina um canário na gaiola, inquieto;
A cambraia sutil feres, sorrindo,
E eu, sorrindo, desenho este soneto.

## Academia Brasileira de Letras
Quando da fundação da Academia Brasileira de Letras, foi convidado para ocupar a cadeira 7, que tem por patrono Castro Alves, cujo nome foi por ele escolhido para o patronato.
A Biblioteca da Academia iniciou o seu acervo com a doação, feita por Valentim, de seu livro Flor de Sangue em janeiro de 1897.